# 500 kHz

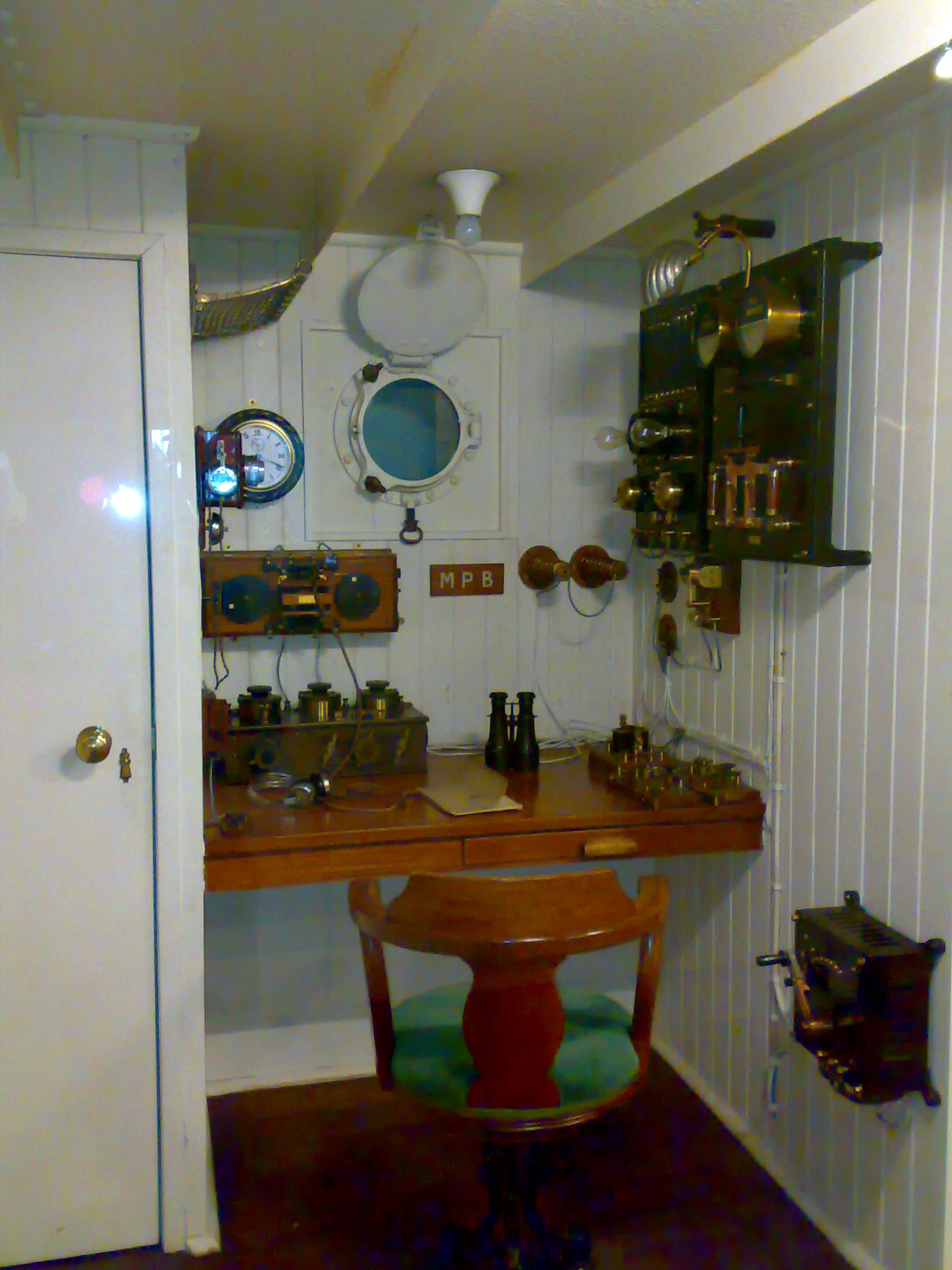
Marconi scheepstation "MPB"

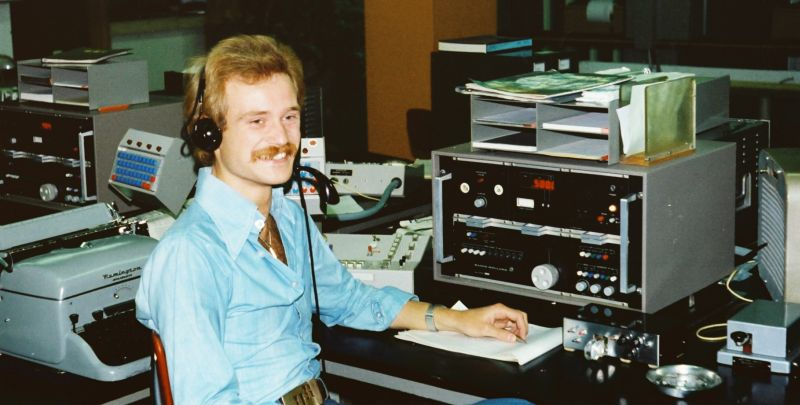
Working position 500 kHz van PCH

500 kHz (600 meter) is de internationale radiotelegrafische noodfrequentie waarop sinds 1912 noodsignalen worden verstuurd. Bij nood wordt een vast morsesignaal uitgezonden, bestaande uit de pauzeloze variant van de lettercombinatie SOS. In morsecode is dat: Drie punten, drie strepen, drie punten. 
Door het verdwijnen van het gebruik van morsecode en de ontwikkelingen op het gebied van telecommunicatie wordt er sinds ongeveer 1990 steeds minder gebruikgemaakt van de 500 kHz-noodfrequentie. Noodoproepen vinden tegenwoordig nog bijna uitsluitend plaats via GMDSS, het wereldwijde maritieme nood- en veiligheidssysteem dat gebruikmaakt van digitale communicatie via satellietverbindingen.

## Geschiedenis
Na Maxwell in 1865 en Hertz in 1887 begon Guglielmo Marconi in Italië te experimenteren met radiogolven. Hij maakte daarbij gebruik van een vonkgenerator als primitieve zender, een coherer als ontvanger en eigen ontworpen antennes. In eerste instantie overbrugde hij daarmee enkele meters.  Nadat hij was verhuisd naar Engeland zette hij zijn experimenten voort en in 1898 lukte het hem om een afstand van 30 km te overbruggen, van het Needles Hotel op het Isle of Wight naar het Harbour Hotel in Pool en op 12 december 1901 maakte hij de eerste draadloze trans-Atlantische verbinding van Cornwall in Engeland naar Newfoundland in Canada.
Samuel Morse had in 1835 de morsecode ontworpen voor de communicatie per telegrafie en deze morsecode gebruikte Marconi voor zijn experimenten met radiogolven. Hij schakelde met behulp van een seinsleutel zijn vonkzender snel aan en uit, waardoor hij draadloze communicatie tot stand bracht. Hiermee werd Marconi de uitvinder van de draadloze telegrafie of radiotelegrafie.
In 1897 richtte Marconi zijn "Wireless Telegraph Company" op, vanaf 1900 de "Marconi Wireless Telegraph Company". Al snel kwamen er concurrerende bedrijven, zoals Telefunken in Duitsland, Compagnie des Télégraphie Sans Fil in België en vele soortgelijke bedrijven in landen als bijvoorbeeld Frankrijk en Italië. Deze bedrijven richtten zich in eerste instantie op militaire instanties en maritieme bedrijven. De concurrentie was echter hard en men werkte elkaar tegen, onder andere door elkaar te storen.
De gebruikers van dit nieuwe medium hadden echter behoefte aan samenwerking in plaats van elkaar dwars te zitten, zeker in noodsituaties. De Duitse keizer Wilhelm II nam daarom in 1903 het initiatief tot de eerste radioconferentie. Daar werd de SOS-morsecode afgesproken als internationaal noodoproepsignaal. Groot-Brittannië, onder aanvoering Marconi, bleef echter gebruikmaken van het signaal CQD, waarbij CQ de radiotelegrafische code is voor "Oproep aan alle stations" en de D voor "Distress".
Na de ondergang van de Titanic op 14 april 1912, waarbij de Engelse CQD-noodsignalen niet waren opgevangen door andere schepen, kwam er een tweede radioconferentie in de zomer van 1912 te Londen. Hier werd de eerste aanzet gegeven tot het eerste SOLAS-verdrag, dat de veiligheid van mensenlevens op zee regelt. Daar werd onder meer de 600 meter (500 kHz) als de noodfrequentie aangewezen, waarop buiten noodoproepen geen openbaar radioverkeer mocht plaatsvinden. Ook werd er bepaald dat er tweemaal per uur gedurende 3 minuten radiostilte in acht diende te worden gehouden om uit te luisteren naar noodoproepen.
In 1927 werd de 3e Radioconferentie in Washington gehouden. De bekrachtiging hiervan vond plaats in 1929 te Caïro. Deze conferenties zijn de grondslag geweest voor de latere moderne maritieme radiodienst.

## Verdrag
Het verdrag omvat onder meer: 
- De vaststelling van de 600 meter (500 kHz) als officiële noodfrequentie.
- De in acht te nemen stilteperioden.
- Het gebruik van het automatisch alarmsein.
- Afspraken over het 24 uur per dag uitluisteren van de noodfrequentie.
- De instelling van de beschermband voor de noodfrequentie radiotelegrafie  490 – 510 kHz.

Naast het gebruik voor noodoproepen en –verkeer werd deze frequentie ook gebruikt voor aankondigingen van spoed- en veiligheidsberichten en als laatste het aanroepen van stations voor openbaar verkeer, waarna dit verkeer op een andere vaste werkfrequenties werd afgehandeld. 
De 500kHz noodfrequentie is reeds enige jaren in onbruik geraakt en de frequentie
is tegenwoordig gedeeltelijk beschikbaar gesteld voor toepassing door radioamateurs.